# Michael Smith
 Der er for få eller ingen kildehenvisninger i denne artikel, hvilket er et problem. Du kan hjælpe ved at angive troværdige kilder til de påstande, som fremføres i artiklen.

Michael John Smith (Mike Smith) (30. april 1945 – 28. januar 1986) var en amerikansk astronaut, der døde i ulykken med rumfærgen Challenger.